# Énergie éolienne au Royaume-Uni

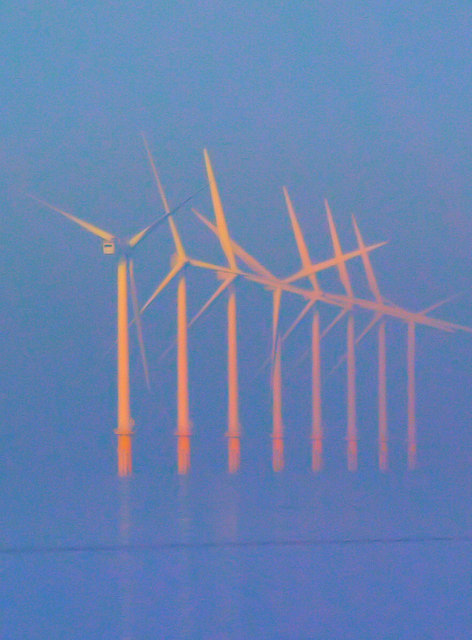
Petite ferme éolienne en mer (Burbo Bank), dans la lumière d'un coucher de soleil automnal.

L'énergie éolienne est devenue une source d'énergie électrique de premier plan au Royaume-Uni, qui dispose d'un potentiel éolien parmi les meilleurs au monde : l'éolien fournissait 30 % de la production électrique britannique en 2024, et sa progression est rapide. Le rythme d'installation s'accélère pour les éoliennes en mer et se ralentit pour les éoliennes terrestres.
Le Royaume-Uni était en 2023 au 2e rang européen pour la production d'électricité éolienne, après l'Allemagne, et au 6e rang mondial (3,4 % du total mondial) derrière la Chine, les États-Unis, l'Allemagne, le Brésil et l'Inde. Depuis 2019, la production en mer l'emporte (60,3 % en 2023) sur la production à terre.
Pour la puissance installée, il était en 2024 au 7e rang mondial avec 2,8 % du total mondial, derrière la Chine, les États-Unis, l'Allemagne, l'Inde,  le Brésil et l'Espagne ; sur le segment offshore, il tient le 1er rang européen et le 2e rang mondial (19,2 % du total mondial), derrière la Chine (50,3 %).

## Potentiel éolien
Le potentiel éolien de l'Europe a été évalué par DTU Wind Energy (Université technique du Danemark) qui a publié un Atlas européen du vent pour les principaux pays et pour l'offshore. Cet atlas classe le Royaume-Uni parmi les zones les plus favorables pour l'éolien, tout particulièrement l'Écosse et l'Irlande du Nord.

## Production

Capacité de production d'énergie éolienne installée et puissance générée (terre/mer) au Royaume-Uni

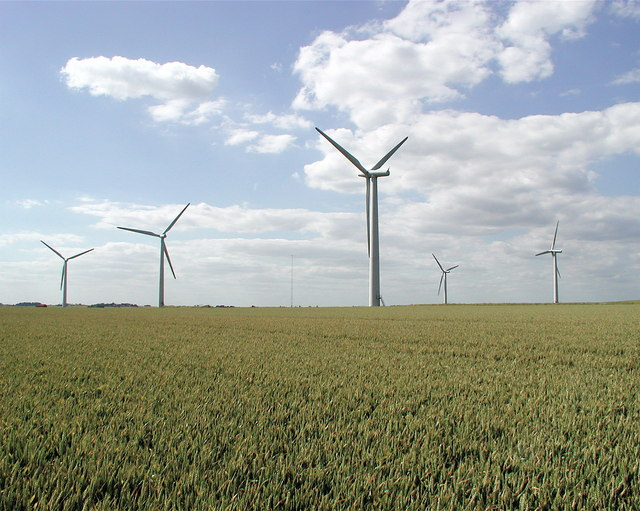
Le parc éolien de Out Newton en 2006.

En 2024, la part de l'éolien dans la production britannique d'électricité atteint 30 %, dépassant pour la première fois la part du gaz naturel (26,3 %),.
Selon l'Agence internationale de l'énergie, en 2023, la production d'électricité éolienne du Royaume-Uni s'élevait à 81,99 TWh, soit 28,7 % de la production d'électricité du pays. Elle se classait au 6e rang mondial avec 3,5 % de la production mondiale, derrière la Chine (38,1 %), les États-Unis (18,5 %), l'Allemagne (6,0 %), le Brésil (4,1 %) et l'Inde (3,5 %).
L'Energy Institute estime la production éolienne britannique à 82,0 TWh en 2023, soit 3,4 % de la production mondiale, au 6e rang mondial derrière la Chine (38,1 %), les États-Unis (18,5 %), l'Allemagne (6,1 %), le Brésil (4,1 %) et l'Inde (3,5 %).
Les statistiques britanniques donnent plus de détail : la production éolienne s'élève en 2023 à 82,31 TWh, dont 32,65 TWh à terre (39,7 %) et 49,66 TWh en mer (60,3 %), soit 28,1 % de la production d'électricité du pays (17 % en mer).
Le tableau ci-dessous présente les statistiques du gouvernement (DUKES), ainsi que les statistiques de l'Agence internationale de l'énergie, exhaustives mais publiées avec un délai de plus d'un an :
| Production d'électricité éolienne au Royaume-Uni | Production d'électricité éolienne au Royaume-Uni | Production d'électricité éolienne au Royaume-Uni | Production d'électricité éolienne au Royaume-Uni | Production d'électricité éolienne au Royaume-Uni | Production d'électricité éolienne au Royaume-Uni | Production d'électricité éolienne au Royaume-Uni |
| ------------------------------------------------ | ------------------------------------------------ | ------------------------------------------------ | ------------------------------------------------ | ------------------------------------------------ | ------------------------------------------------ | ------------------------------------------------ |
|                                                  | Éoliennes terrestres                             | Éoliennes en mer                                 | Production éolienne totale (DUKES)               | Production éolienne totale (AIE)                 | Part de la prod.élec.                            |                                                  |
| Année                                            | TWh                                              | TWh                                              | TWh                                              | TWh                                              | %                                                |                                                  |
| 2007                                             | 4,49                                             | 0,78                                             | 5,27                                             | 5,27                                             | 1,3 %                                            |                                                  |
| 2008                                             | 5,79                                             | 1,33                                             | 7,12                                             | 7,40                                             | 1,9 %                                            |                                                  |
| 2009                                             | 7,53                                             | 1,75                                             | 9,28                                             | 9,58                                             | 2,5 %                                            |                                                  |
| 2010                                             | 7,23                                             | 3,06                                             | 10,29                                            | 10,28                                            | 2,7 %                                            |                                                  |
| 2011                                             | 10,81                                            | 5,15                                             | 15,96                                            | 15,96                                            | 4,3 %                                            |                                                  |
| 2012                                             | 12,24                                            | 7,60                                             | 19,85                                            | 19,85                                            | 5,4 %                                            |                                                  |
| 2013                                             | 16,92                                            | 11,47                                            | 28,40                                            | 28,40                                            | 7,9 %                                            |                                                  |
| 2014                                             | 18,55                                            | 13,41                                            | 31,96                                            | 31,96                                            | 9,5 %                                            |                                                  |
| 2015                                             | 22,85                                            | 17,42                                            | 40,27                                            | 40,27                                            | 11,9 %                                           |                                                  |
| 2016                                             | 20,75                                            | 16,41                                            | 37,16                                            | 37,16                                            | 11,0 %                                           |                                                  |
| 2017                                             | 28,72                                            | 20,92                                            | 49,64                                            | 49,64                                            | 14,7 %                                           |                                                  |
| 2018                                             | 30,38                                            | 26,53                                            | 56,91                                            | 56,91                                            | 17,1 %                                           |                                                  |
| 2019                                             | 31,86                                            | 31,97                                            | 63,83                                            | 63,83                                            | 19,5 %                                           |                                                  |
| 2020                                             | 34,87                                            | 40,75                                            | 75,62                                            | 75,38                                            | 24,4 %                                           |                                                  |
| 2021                                             | 29,33                                            | 35,60                                            | 64,92                                            | 64,66                                            | 21,1 %                                           |                                                  |
| 2022                                             | 35,43                                            | 45,11                                            | 80,54                                            | 80,26                                            | 24,8 %                                           |                                                  |
| 2023                                             | 32,65                                            | 49,66                                            | 82,31                                            | 81,99                                            | 28,1 %                                           |                                                  |

La production éolienne a été multipliée par 15,6 en seize ans (2007-2023).
Le Royaume-Uni était en 2018, selon EurObserv'ER, le 2e producteur d’électricité éolienne d'Europe après l'Allemagne, avec 55,8 TWh, en progression de 11,6 % par rapport à 2017 ; les éoliennes en mer ont produit 25,5 TWh, soit 45,7 % du total éolien.
L'éolien couvrait 14,1 % de la consommation électrique britannique en 2017-2018 (juillet-juin) ; ce taux atteignait 40,5 % au Danemark, 28,1 % en Irlande, 24,9 % au Portugal, 20,4 % en Allemagne, 18,8 % en Espagne, 11,2 % en Suède et 5,7 % en France.
En 2017, le Royaume-Uni était au 3e rang européen derrière l'Allemagne et l'Espagne avec 45,5 TWh, en progression de 21,8 % par rapport à 2016, année où les conditions météorologiques avaient été très défavorables à l’éolien au Royaume-Uni (-7,6 %) comme dans les pays d’Europe du Nord. L’année 2015 avait été particulièrement venteuse au Royaume-Uni, d'où une progression de 18,7 % de la production.
L'Écosse a atteint en 2014, avec un an d'avance, son objectif de produire la moitié de ses besoins en électricité à partir des énergies renouvelables : 19 TWh ont été produits, dont 60 % d'éolien, qui a décuplé sa production en dix ans, surtout depuis l'arrivée au pouvoir des nationalistes en 2007 ; le gouvernement écossais s'est fixé l'objectif d'atteindre 100 % en 2020. Lors du premier round d’attribution en février 2015 des « contracts for difference » britanniques, le nouveau mécanisme de soutien aux énergies renouvelables du Royaume-Uni, une majorité des 15 projets éoliens terrestres validés par le gouvernement britannique concernait des déploiements en Écosse, avec des prix de vente prévus autour de 80 £/MWh (111 €/MWh).

### Intermittence
Le 12 décembre 2022, une vague de froid s'abat sur l'Europe. Or les faibles vents font chuter la part de la production éolienne à seulement 3,7 % de la production électrique du Royaume-Uni, contre 28 % en moyenne depuis le début de l'année. Les prix de l'électricité au Royaume-Uni atteignent des niveaux records, à 675 livres le mégawattheure, selon les données d'Epex Spot. A l'heure de pointe, entre 17h et 18h, le mégawattheure s'est même échangé à un record historique de 2.586 livres. La direction de National Grid avait averti dès octobre du risque de coupures d'électricité entre 16h et 19h en janvier et février 2023 en cas de combinaison entre une vague de froid, de faibles vents et des restrictions d'exportations depuis la France, la Belgique et les Pays-Bas.

## Puissance installée
Pour des raisons techniques, il est temporairement impossible d'afficher le graphique qui aurait dû être présenté ici.

Puissance installée éolienne annuelle au Royaume-Uni
Source données : DUKES

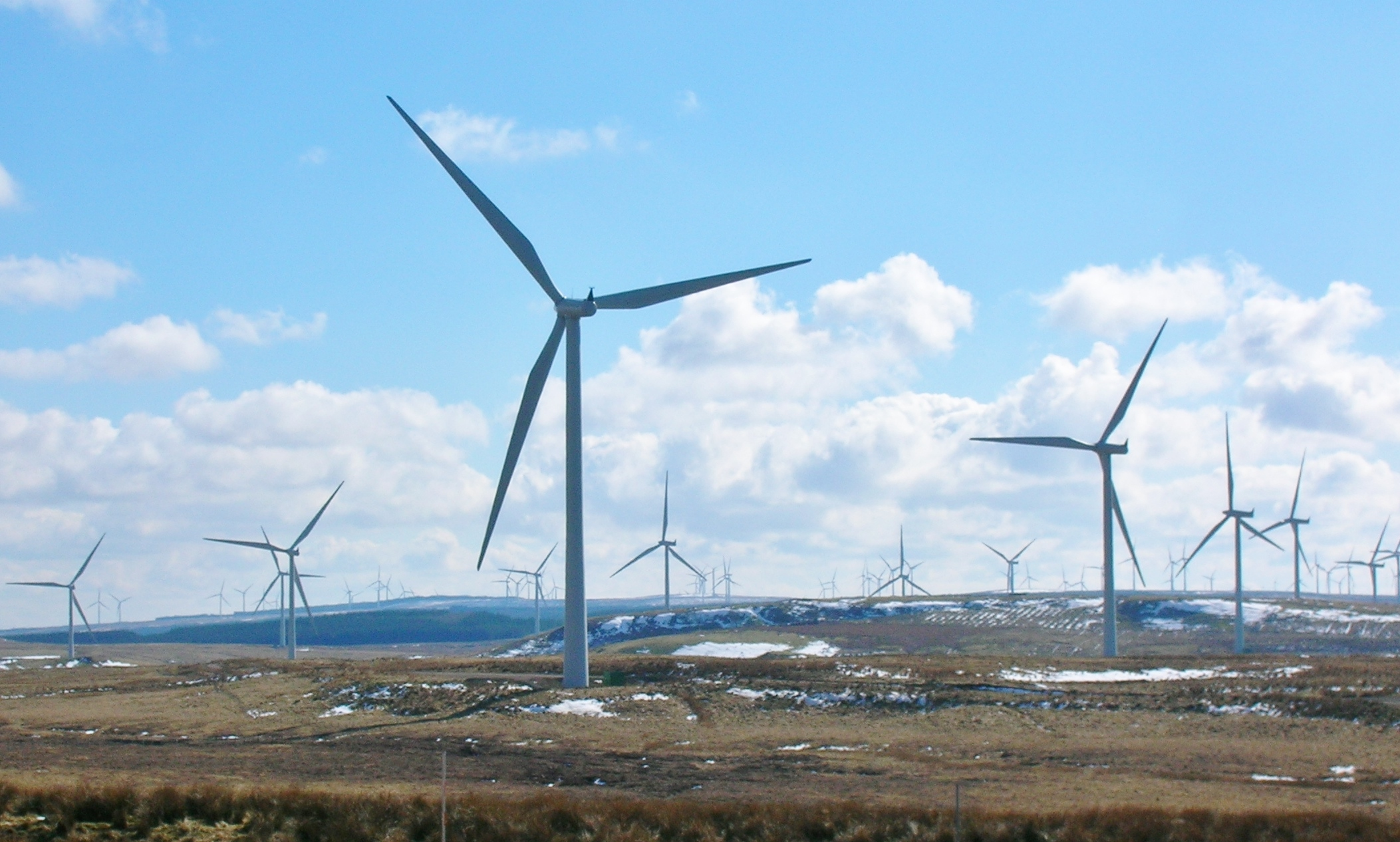
Parc éolien de Whitelee, 2013.

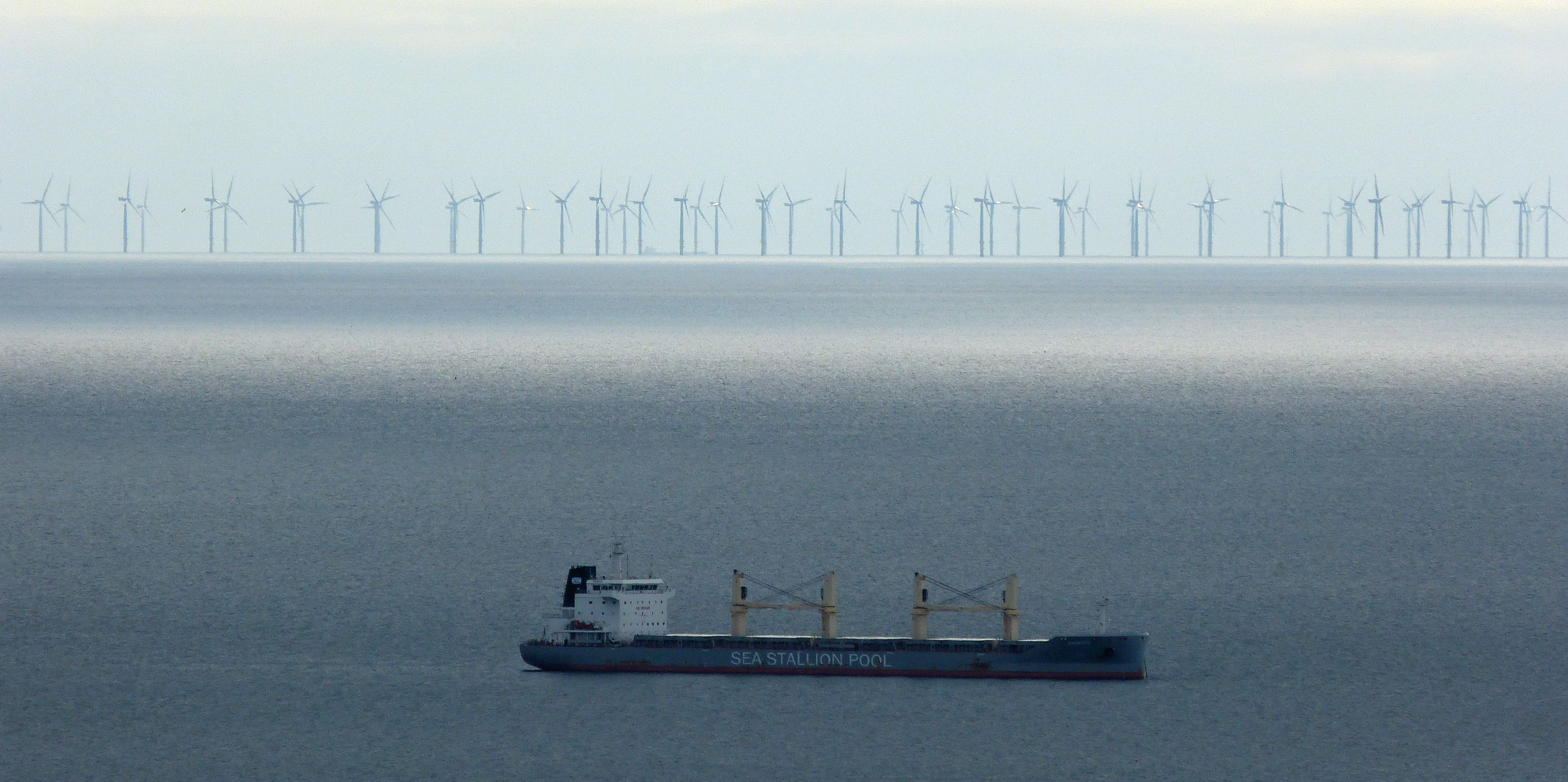
Parc éolien de Gwynt y Môr, 2015.

Selon GWEC, le Royaume-Uni a installé 1 917 MW d'éoliennes en 2024, dont 739 MW à terre et 1 178 MW en mer, portant la puissance installée de son parc éolien à 31 533 MW, en progression de 4,3 %, au 7e rang mondial (2,8 % du parc mondial) derrière la Chine (45,8 %), les États-Unis (13,6 %), l'Allemagne (6,4 %), l'Inde (4,2 %), le Brésil (3,0 %) et l'Espagne (2,8 %).
Le Royaume-Uni a installé 1 402 MW d'éoliennes en 2023, dont 584 MW à terre et 818 MW en mer, portant la puissance installée de son parc éolien à 30 163 MW (15 418 MW à terre et 14 745 MW en mer), en progression de 4,9 %.
Selon GWEC, le Royaume-Uni a installé 1 386 MW d'éoliennes en 2023, dont 553 MW à terre et 833 MW en mer, portant la puissance installée de son parc éolien à 29 617 MW, en progression de 4,3 %, au 7e rang mondial (2,9 % du parc mondial) derrière la Chine, les États-Unis, l'Allemagne, l'Inde, l'Espagne et le Brésil.
En 2022, le Royaume-Uni a installé 1 681 MW d'éoliennes, dont 502 MW à terre et 1 179 MW en mer, portant la puissance installée de son parc éolien à 28 493 MW, en progression de 7,2 %, au 6e rang mondial (3,1 % du parc mondial) derrière la Chine, les États-Unis, l'Allemagne, l'Inde et l'Espagne.
Le Royaume-Uni a installé 2 645 MW d'éoliennes en 2021, dont 328 MW à terre et 2 317 MW en mer, portant la puissance installée de son parc éolien à 26 586 MW (14 064 MW à terre et 12 522 MW en mer), en progression de 11 %, au 6e rang mondial (3,2 % du parc mondial) derrière la Chine, les États-Unis, l'Allemagne, l'Inde et l'Espagne.
En 2020, 605 MW ont été installés, dont 122 MW à terre et 483 MW en mer.
Le Royaume-Uni a installé 2 393 MW d'éoliennes en 2019, dont 629 MW à terre et 1 764 MW en mer, portant la puissance installée de son parc éolien à 23 515 MW, en progression de 11,3 %, au 3e rang européen. Le marché britannique a été en 2019 le premier marché européen avec 16 % de ce marché devant l'Espagne (2 319 MW) et l'Allemagne (2 189 MW).
Le Royaume-Uni a installé 1 407 MW d'éoliennes en 2018, portant la puissance installée de son parc éolien à 21 243 MW, au 3e rang européen.
Selon GWEC, le parc éolien du Royaume-Uni était, avec 20 964 MW de puissance installée fin 2018, le 6e au monde avec 3,5 % du parc éolien mondial. Cette puissance s'est accrue de 1 901 MW (+10 %) au cours de l'année 2018 (Monde : +9,5 %), ce qui donne au pays une part du marché mondial de 3,7 %.
Selon EurObserv'ER, le Royaume-Uni se situait en 2017 au 9e rang européen pour la puissance installée par habitant : 288,7 W/hab (169 W/hab en 2013), alors que la moyenne de l'Union européenne était de 330,2 W/hab et le record européen du Danemark de 960,3 W/hab.

## Éolien en mer

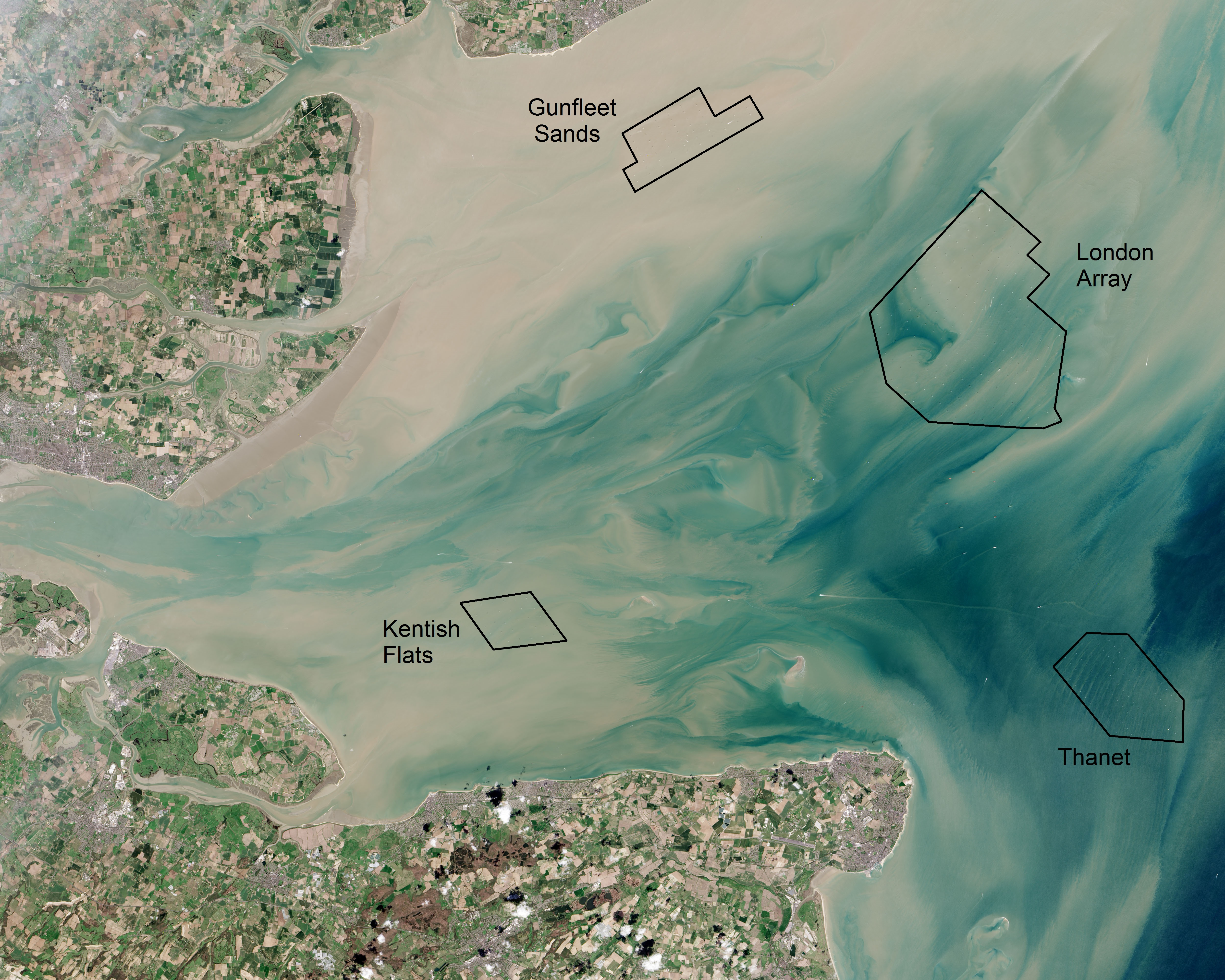
Quatre parcs éoliens en mer dans l'estuaire de la Tamise : Kentish Flats(d), Gunfleet Sands(d), parc éolien de Thanet et London Array. Ce dernier a été le plus grand du monde d'avril 2013 à septembre 2018.

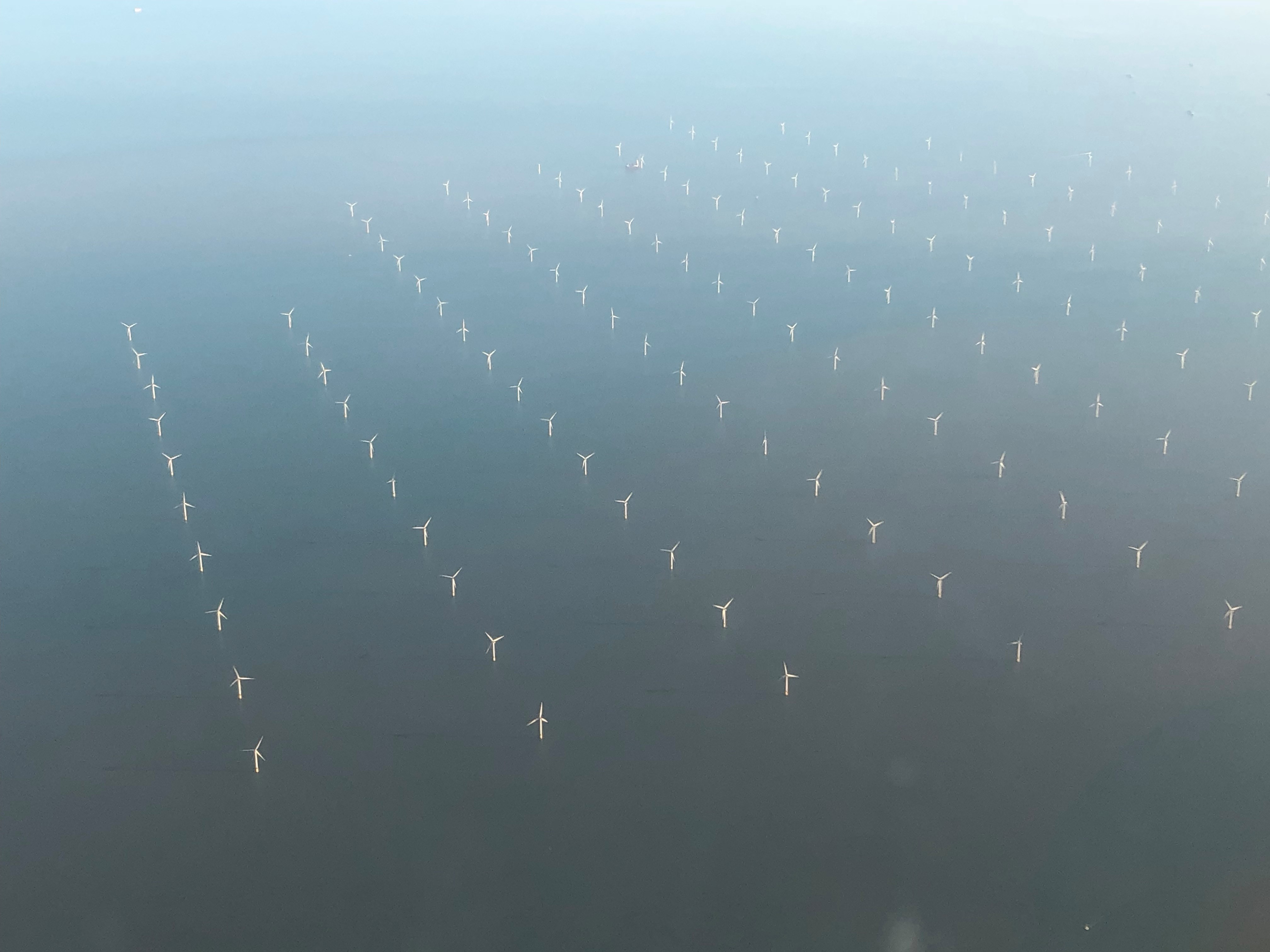
Vue aérienne du parc de London Array from en février 2019.

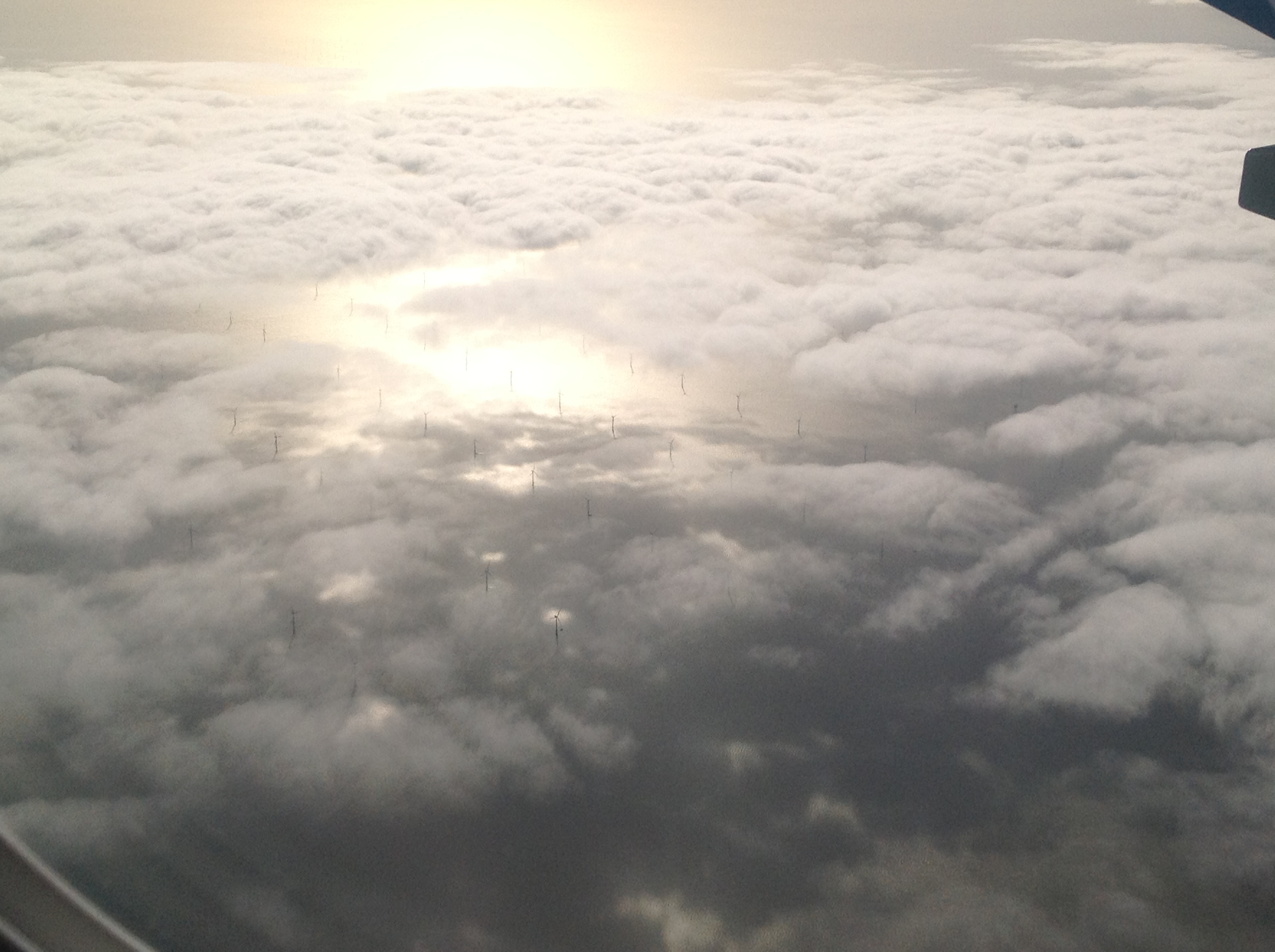
Parc éolien de Greater Gabbard, 2013.

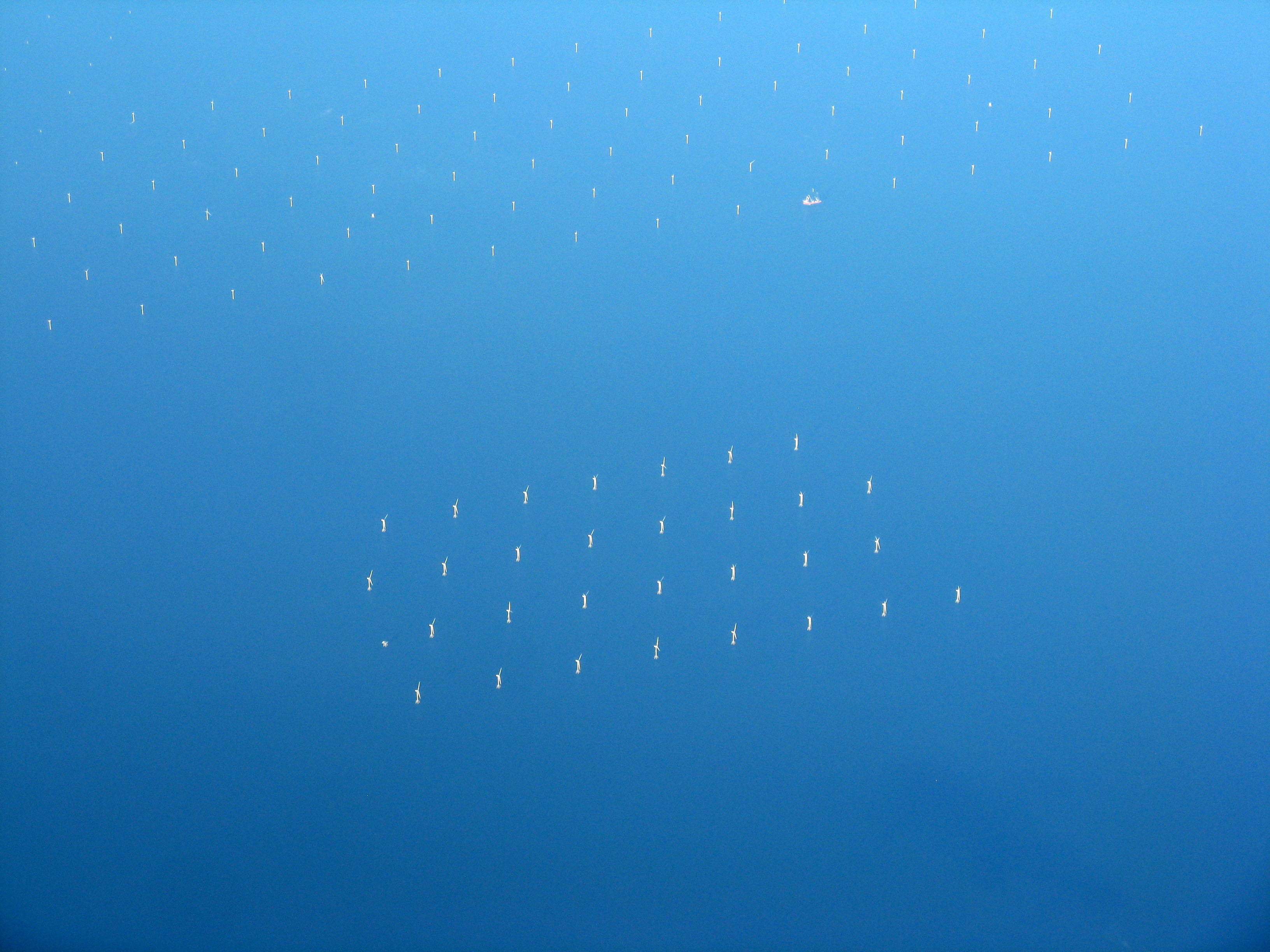
Parcs d'Ormonde (premier plan) et de Walney (arrière-plan) en mer d'Irlande, 2013.

Le Royaume-Uni a installé 1 178 MW d'éoliennes en mer en 2024, portant la puissance installée de son parc éolien maritime à 15 929 MW, soit 50,5 % du parc éolien britannique, en progression de 8 %, au 2e rang mondial (19,2 % du parc éolien en mer mondial) derrière la Chine (41 813 MW, soit 50,3 %) et devant l'Allemagne (9 041 MW, soit 10,9 %). Le nouveau gouvernement a lancé une série de réformes pour accroître le soutien à l'éolien en mer, pour lequel il a fixé un objectif de 50 GW en 2030.
En 2023, les éoliennes en mer ont produit 17,0 % de l'électricité du pays (13,1 % en 2020, 11,6 % en 2021, 13,9 % en 2022) contre 11,2 % pour l'éolien à terre.
Le Royaume-Uni a installé 833 MW d'éoliennes en mer en 2023, portant la puissance installée de son parc éolien maritime à 14 751 MW (49,8 % du parc éolien britannique), en progression de 6 %, au 2e rang mondial (19,6 % du parc mondial) derrière la Chine (37 775 MW, soit 50,3 %) et devant l'Allemagne (8 311 MW, soit 11,1 %). Les mises en service de 2023 se composent pour 820 MW des dernières turbines du parc Seagreen (1,1 GW) et pour 13 MW du projet Dogger Bank phase A (1,2 GW).
Le Royaume-Uni a installé 1 179 MW d'éoliennes en mer en 2022, portant la puissance installée de son parc éolien maritime à 13 918 MW, en progression de 9,3 %, au 2e rang mondial (21,6 % du parc mondial) derrière la Chine (31 442 MW, soit 48,9 %) et devant l'Allemagne (8 055 MW, soit 12,5 %). Le parc éolien de Hornsea a mis en service 924 MW de turbines de sa phase 2, atteignant ainsi sa puissance finale de 1,4 GW, qui en fait le parc éolien en mer le plus puissant du monde ; de plus, 27 turbines (255 MW) ont été connectées dans le parc Seagreen (1,1 GW).
Le 23 août 2022, l'Écosse annonce les gagnants de son appel d'offres pour construire et exploiter trois nouveaux sites d'éolien en mer au large de ses côtes. « Ocean Winds » (OW), la coentreprise à parts égales créée en 2020 par Engie et l'énergéticien portugais EDP Renewable (EDPR), a remporté deux des trois projets concernés dont le plus gros, de 1 800 MW et un autre de 500 MW, à l'est des îles Shetland. La profondeur étant de 100 mètres, ils nécessiteront une technologie d'éolien flottant. Cela porte à cinq les projets écossais remportés par OW depuis sa création en 2019.
Le 17 janvier 2022, les autorités écossaises ont attribué 17 concessions pour des projets éoliens en mer dans le cadre de son appel d'offres géant « Scotwins », le plus gros projet éolien européen à ce jour, pour une capacité installée totale de 24,8 GW, à horizon 2030, au lieu des 10 GW prévus initialement. TotalEnergies a remporté avec deux partenaires un projet de 2 GW, « West of Orkney Windfarm ». La coentreprise « Ocean Winds » d'Engie a remporté un projet de 1 GW, « Calédonia », dans la baie de Moray, près de ses parcs éoliens de Moray East (950 MW), en construction, et Moray West (850 MW), en cours de développement.
Le Royaume-Uni a installé 2 317 MW d'éoliennes en mer en 2021, après 483 MW en 2020, portant la puissance installée de son parc éolien maritime à 12 522 MW, en progression de 22,7 %, au 2e rang mondial (21,9 % du parc mondial) derrière la Chine (48,4 %). Le Crown Estate a alloué des zones pour le développement de près de 8 GW d'éolien en mer.
Le Royaume-Uni a installé 1 764 MW d'éoliennes en mer en 2019, soit 74 % de ses installations de l'année et la moitié du marché offshore européen, portant la puissance installée de son parc éolien en mer à 9 945 MW, au 1er rang européen avec 45 % du parc éolien en mer de l'Union européenne, devant l'Allemagne (7 445 MW), le Danemark (1 703 MW), la Belgique (1 556 MW) et les Pays-Bas (1 118 MW). Le marché britannique a été en 2019 le premier marché européen avec 16 % de ce marché, devant l'Espagne (2 319 MW) et l'Allemagne (2 189 MW). Les principales mises en service de 2019 sont l'achèvement de Beatrice 2 et Hornsea One, qui devient le plus grand parc mondial avec 1 218 MW.
Le Royaume-Uni est le leader mondial de l'éolien en mer, selon le GWEC (Global Wind Energy Council), avec 7 963 MW d'éolien en mer fin 2018, soit 34,4 % du total mondial de 23 140 MW ; sa puissance a progressé de 1 312 MW, soit +19,7 %, en 2018, année où le Royaume-Uni a été le 2e marché mondial avec 29,2 % de part de marché, derrière la Chine (1 800 MW) et devant l'Allemagne (969 MW).
Selon Eurobserv'ER, l'éolien en mer du Royaume-Uni a produit 25 503 GWh en 2018, soit 45,7 % de la production éolienne du pays et 44,5 % du total de l'éolien en mer européen. La puissance installée du parc éolien en mer atteignait 7 940 MW à la fin 2018, soit 43 % du parc européen, devant l'Allemagne (6 405 MW). Au cours de l'année, six parcs ont été connectés en entier au réseau : Walney Phase 3 (329 MW) et West Phase (66 MW), Galloper (277,2 MW), Rampion (220,8 MW), Race Bank (50,4 MW) and EOWDC (93,2 MW), et un septième a été partiellement connecté : Beatrice
2 (273 MW) ; une éolienne flottante pilote a été connectée en Écosse : Kincardine.
En 2017, les fermes britanniques entièrement connectées sont Dudgeon East (402 MW), Burbo Bank Extension (200 MW), Blyth (42 MW) et Hywind Scotland (30 MW), le premier parc éolien flottant au monde. S’ajoutent les connexions partielles de 4 fermes : Race Bank (498 MW, connectée en 2017), Walney (256 MW), Rampion (179 MW) et Galloper (72 MW).
En 2016, seuls les premières éoliennes de l'extension du parc de Burbo Bank ont été mises en service, alors que le parc de démonstration Béatrice (10 MW) a été mis hors-service.
Les parcs éoliens en mer entièrement raccordés au réseau en 2015 sont : Gwynt y Môr (576 MW), Humber Gateway (576 MW), Kentish Flats II (576 MW) et Westermost Rough (210 MW).
En 2013, les autorisations ont été accordées pour la construction du complexe industriel Able Marine Energy Park, destiné à la fabrication de composants pour l'installation d'éoliennes en mer ; cet investissement de 450 M£ devrait créer 4 000 emplois qualifiés.
Pour la première fois en 2012, les raccordements de parcs éoliens en mer (1 156,4 MW) ont dépassé ceux des parcs terrestres (697,5 MW).
Les subventions ont été réduites en 2014, pour des raisons budgétaires, mais restent élevées : le gouvernement garantit désormais un prix d’achat de l’électricité de 155 £ (195 €) par MWh pour l’éolien en mer, soit environ trois fois le prix de marché actuel. Près de 1 200 turbines ont déjà été installées dans les eaux territoriales britanniques, avec une capacité totale de plus de 4 000 MW, produisant 3 % de l'électricité du pays en 2013. Du fait de cette baisse des subventions ainsi que de la montée en puissance de préoccupations environnementales, beaucoup de projets ont été abandonnés : l'allemand RWE a renoncé à son projet anglais, et Technip a mis fin à son activité d'éolien en mer en Écosse ; EDF a revu à la baisse la taille de son projet de Navitus Bay près de l'île de Wight face à l'opposition de certains élus locaux : avec moins de turbines, implantées plus loin du rivage, le projet passe de 970 MW à 630 MW. Mais il reste encore quatre parcs éoliens en cours de construction, quinze autres déjà approuvés et quatre en attente d'approbation, soit au total 3 000 turbines pour 16 000 MW. Le projet de Navitus Bay a finalement été rejeté en septembre 2015.
Le coût de production de l'électricité produite par les éoliennes en mer au Royaume-Uni est tombé à 97 £ (112,8 €) par MWh en moyenne en 2015-2016, selon un rapport publié par le Offshore Wind Programme Board, entité britannique réunissant industriels et représentants des pouvoirs publics. Ce coût a connu une chute spectaculaire de 30 % en quatre ans.

## Principaux parcs éoliens
- (en) Cet article est partiellement ou en totalité issu de l’article de Wikipédia en anglais intitulé « Wind power in the United Kingdom » (voir la liste des auteurs).

Le premier parc éolien installé au Royaume-Uni a été celui de Delabole, en Cornouailles en 1991. Il comptait 10 turbines, et une capacité de 0,4 MW.
La base de données The Windpower recense 1213 parcs éoliens britanniques totalisant 118,9 GW en avril 2023, dont 28,06 GW en fonctionnement, 6,76 GW en construction et 84,03 GW en projet.
Les principaux parcs en service sont :
| Nom du parc                                                   | Localisation                                             | Nb éol.* | MW*  | Date mise en service |
| Scout Moor                                                    | Rochdale (Grand Manchester)                              | 26       | 65   | 2008                 |
| Lynn and Inner Dowsing                                        | Mer du Nord, au large du Lincolnshire                    | 54       | 194  | 2009                 |
| Whitelee                                                      | Écosse                                                   | 215      | 539  | 2009                 |
| Gunfleet Sands                                                | Mer du Nord, estuaire de la Tamise                       | 48       | 172  | 2010                 |
| Robin Rigg                                                    | Écosse, Mer d'Irlande, Solway Firth                      | 60       | 180  | 2010                 |
| Thanet                                                        | au large de Thanet (Kent)                                | 100      | 300  | 2010                 |
| Walney                                                        | Mer d'Irlande                                            | 102      | 367  | 2011                 |
| Clyde                                                         | Écosse, South Lanarkshire                                | 152      | 350  | 2012                 |
| Ormonde                                                       | Mer d'Irlande, au large de Barrow-in-Furness             | 30       | 150  | août 2012            |
| Sheringham Shoal                                              | Mer du Nord                                              | 88       | 317  | 2012                 |
| Greater Gabbard                                               | au large du Suffolk                                      | 140      | 504  | 2012                 |
| London Array                                                  | Mer du Nord, estuaire de la Tamise                       | 175      | 630  | 2013                 |
| Lincs                                                         | Mer du Nord, au large du Lincolnshire                    | 75       | 270  | 2013                 |
| West of Duddon Sands                                          | Mer d'Irlande, au large de Barrow-in-Furness             | 108      | 389  | octobre 2014         |
| Gwynt y Môr                                                   | Mer d'Irlande, au large des Galles du Nord               | 160      | 576  | juin 2015            |
| Westermost Rough                                              | Mer du Nord, au large de Withernsea (Yorkshire de l'Est) | 35       | 210  | mai 2015             |
| Humber Gateway                                                | Mer du Nord, au large de Spurn (Yorkshire de l'Est)      | 73       | 219  | juin 2015            |
| Kentish Flats II                                              | Mer du Nord, au large du Kent                            | 15       | 49,5 | décembre 2015        |
| Dudgeon East                                                  | Mer du Nord, au large de Sheringham (Norfolk)            | 67       | 402  | novembre 2017        |
| Burbo Bank Extension                                          | Mer d'Irlande, baie de Liverpool                         | 32       | 256  | 2017                 |
| Blyth                                                         |                                                          |          | 42   | 2017                 |
| Hywind Scotland                                               | Mer du Nord, au large de Peterhead (Aberdeenshire)       | 5        | 30   | octobre 2017         |
| Race Bank                                                     | Mer du Nord, au large du Norfolk et du Lincolnshire      | 91       | 573  | février 2018         |
| Walney extension                                              | Mer d'Irlande                                            | 87       | 695  | 2017-2018            |
| Rampion                                                       | Manche, au large du Sussex                               | 116      | 400  | 2017-2018            |
| Galloper                                                      | Mer du Nord, au large du Suffolk                         | 56       | 353  | 2018                 |
| Beatrice                                                      | Mer du Nord, au large de Caithness (Écosse)              | 84       | 588  | 2018-2019            |
| EOWDC                                                         | Mer du Nord, au large d'Aberdeen (Écosse)                | 9        | 75,6 | septembre 2018       |
| East Anglia ONE                                               | Mer du Nord, au large de Bramford, comté de Suffolk      | 102      | 714  | juillet 2020         |
| Hornsea One                                                   | Mer du Nord, au large de Hornsea, Yorkshire de l'Est     | 174      | 1218 | 2019                 |
| Moray East                                                    | Mer du Nord, Moray Firth, Écosse                         | 100      | 950  | juin 2021-avril 2022 |
| Triton Knoll                                                  | Mer du Nord, à 32 km au large du Lincolnshire            | 90       | 857  | 2020-janvier 2022    |
| Hornsea Two,                                                  | Mer du Nord, au large de Hornsea, Yorkshire de l'Est     | 165      | 1386 | août 2022            |
| Seagreen                                                      | Mer du Nord, Firth of Forth, Écosse                      | 114      | 1075 | 2022-2023            |
| Neart Na Gaoithe                                              | Mer du Nord, Firth of Forth, Écosse                      | 54       | 450  | 2020-2023            |
| Viking                                                        | Shetland, Écosse                                         | 103      | 443  | août 2020-2024       |
| Dogger Bank A                                                 | Mer du Nord, au large du Yorkshire                       | 95       | 1235 | juillet 2022-2024    |
| * Nb éol.= nombre d'éoliennes ; MW : Capacité installée (MW). |                                                          |          |      |                      |

D'énormes projets ont été annoncés et ont reçu leur licence ; au total, 32 GW sont autorisés en 2013 :
- le projet de Dogger Bank a un potentiel estimé à 9 000 MW ; la construction ne devrait pas commencer avant 2014 ;
- projet de Norfolk Bank : potentiel estimé à 7 200 MW,
- projet de Irish Sea Zone : 4 200 MW,
- projet de Hornsea : 4 000 MW,
- projet de Firth of Forth : 3 500 MW,
- projet de Bristol Channel Zone : 1 500 MW,
- projet de Moray Firth Zone : 1 300 MW,
- projet de Isle of Wight Zone : 900 MW,
- projet de Hastings Zone : 600 MW
- Parc East Anglia ONE : 1,2 GW.

## Principaux acteurs
Les investisseurs qui construisent les parcs éoliens en mer sont souvent étrangers :
- le parc London Array appartient pour 50 % au danois DONG Energy, pour 30 % à l'allemand E.ON UK Renewables et pour 20 % à Masdar (Abou Dabi)[59] ;
- le parc éolien de Greater Gabbard est une coentreprise à 50/50 entre Scottish and Southern Energy et l'allemand RWE Innogy ;
- le parc éolien de Walney est une coentreprise à 50/50 entre Scottish and Southern Energy et le danois DONG Energy ;
- le parc éolien de Thanet appartient au suédois Vattenfall ;
- les norvégiens Statoil et Statkraft, qui avaient déjà construit le parc éolien de Sheringham Shoal, ont annoncé le 1er juillet 2014 leur décision d'investir un milliard de livres (1,25 milliard d'euros) dans le projet de parc de 67 éoliennes de Dudgeon (402 MW) au large des côtes du comté de Norfolk, en mer du nord[60].

## Politique énergétique
Les gisements pétroliers de la Mer du Nord étant en voie d'épuisement, le Royaume-Uni a décidé très tôt d'exploiter son gisement éolien, le plus important d’Europe, en particulier en mer ; la Mer du Nord et la Mer d'Irlande sont particulièrement propices grâce à leur faible profondeur et à leurs vents réguliers.
Outre le système des ROCs (certificats verts), le gouvernement a mis en place en 2010 un tarif d'achat réglementé (feed-in tariff) pour favoriser les petits producteurs, tarif qui a été revu à la baisse en décembre 2012 et diminuera de 5 à 20 % par an pour accompagner la baisse des coûts d'installation.
Le gouvernement a mis en place au début 2014 un nouveau système d'incitation fondé sur le marché : les contrats pour différence (CfD) ; les prix d'exercice (strike prices) pour chaque technologie d'énergie renouvelable ont été publiés, prix minimum que l'état garantira aux producteurs pour leur électricité ; les producteurs vendent leur électricité au prix du marché de gros et perçoivent un complément de rémunération sous la forme d'une prime lorsque la différence entre le prix d'exercice et le prix de référence (prix du marché de gros) est positive ; si elle est négative, ils doivent reverser le surplus perçu ; le prix d'exercice pour l'éolien terrestre (projets >5 MW) est fixé à 95 £/MWh (116 €/MWh) jusqu'en 2017, puis 90 £/MWh (110 €/MWh) ; pour l'offshore, il est à 155 £/MWh (189 €/MWh) jusqu'en 2016, puis 150 £/MWh (183 €/MWh) en 2016-2017, puis 140 £/MWh (171 €/MWh) pour deux ans ; les industriels ont bien accueilli ces prix très avantageux.
Le ministre de l'Énergie a réitéré en 2014 l'objectif de 39 GW offshore pour 2030.
En 2019, 5 466 MW de projets ont été alloués par appel d'offres avec des prix d'exercice situés entre 43,8 et 46 €/MWh.
En octobre 2020, le premier ministre Boris Johnson annonce un objectif de 40 GW d'éolien en mer en 2030, dont 1 GW d'éoliennes flottantes, pour faire du Royaume-Uni « l'Arabie saoudite de l'éolien offshore » afin d'atteindre son objectif de neutralité carbone à horizon 2050. Des enchères sont organisées tous les deux ans par le gouvernement ; la quatrième est prévue fin 2021. Les prix sont désormais tombés autour de 40 livres par MWh, soit une baisse de deux tiers sur les cinq dernières années.
En septembre 2023, le gouvernement britannique propose de revenir sur le moratoire sur l'éolien terrestre décidé sous David Cameron en 2015, qui exigeait l'approbation de toutes les parties prenantes au niveau local, si bien qu'il suffisait qu'un résident s'y oppose pour que le projet soit gelé. Une fronde de parlementaires menés par Alok Sharma, l'ex-président de la conférence mondiale sur le climat (COP) à Glasgow, propose un amendement qui assouplirait nettement les règles de planification.
Après l'échec de son appel d'offres de septembre 2023 causé par l'inflation des coûts des matériaux, le gouvernement britannique annonce le 16 novembre 2023 une hausse de 66 % du prix plafond de l'électricité pour les projets éoliens offshore, de 52% pour les parcs flottants et de 30 % pour les projets solaires.
Le 8 juillet 2024, le nouveau gouvernement travailliste annonce la fin du moratoire de fait en vigueur sur l'éolien terrestre depuis 2015. Les politiques de planification placent désormais l'éolien terrestre sur un pied d'égalité avec les autres énergies développées dans le cadre du plan national (NPPF). La puissance installée éolienne terrestre au Royaume-Uni se limite à 15,1 GW, et les nouvelles installations se limitent à 300 à 500 MW chaque année depuis 2019. Les projets éoliens terrestres en développement au Royaume-Uni atteignent 16,3 GW, dont 84 % sont situés en Écosse. Le gouvernement espère atteindre 35 GW en 2030, mais Rystad Energy prévoit plutôt 26 GW compte tenu des files d'attente pour connecter les projets au réseau électrique et des besoins d'investissements dans les réseaux.

## Oppositions aux éoliennes
Les mouvements anti-éoliens sont nombreux au Royaume-Uni : la « Plateforme européenne contre l'éolien industriel » (EPAW) recense 114 associations britanniques parmi ses 914 associations européennes adhérentes.
Le célèbre magazine The Economist a publié en janvier 2014 un article sur l'éolien en mer expliquant le leadership britannique dans ce domaine par deux raisons : l'engagement européen de produire 30 % d'électricité renouvelable en 2020 et l'espoir de conquérir un marché mondial ; comme l'éolien terrestre est impopulaire au niveau local, au point que plusieurs parlementaires conservateurs sont devenus de farouches opposants sous la pression de leurs électeurs ruraux, le gouvernement a privilégié l'éolien en mer ; mais ce dernier s'avère extrêmement coûteux, « l'un des moyens connus les plus coûteux de réduire marginalement les émissions de carbone ». Le gouvernement lui garantit un prix de 155 livres (250 euros) par MWh, soit trois fois le prix du marché de gros de l'électricité et 60 % de plus que le prix garanti pour l'éolien terrestre, et 68 % plus cher que le prix garanti de 92,5 £/MWh pour le futur réacteur nucléaire EPR d'Hinkley Point ; de plus, seulement 25 % de l'investissement va à des firmes britanniques, la quasi-totalité des turbines étant produites au Danemark par Siemens et Vestas. Le Department of Energy and Climate Change (DECC) a confirmé en décembre 2013 que le pays pourrait avoir 40 GW d'offshore en 2030 si les coûts baissent rapidement, produisant le tiers de l'électricité nationale. Mais ces lourdes subventions deviendront plus difficiles à défendre dès lors que les consommateurs se plaignent des prix croissants de l'électricité.
Le gouvernement britannique a officiellement refusé, le 11 septembre 2015, d'agréer le projet de ferme éolienne en mer de Navitus Bay présenté par EDF en association avec le néerlandais Eneco. Le ministère de l'Énergie estime que les installations auraient nui à la protection du paysage ; le projet concernait l'une des zones les plus touristiques d'Angleterre, la Côte jurassique, au large de Bournemouth, dans le sud du pays, non loin de l'île de Wight ; cette portion du littoral de la Manche est inscrite au Patrimoine mondial de l'Unesco. EDF et Eneco avaient pourtant accepté de réduire leurs ambitions pour avoir plus de chances de l'emporter: fin 2014, ils avaient soumis un nouveau projet ramenant la surface du parc éolien de 155 km2 à 79 km2 ; les turbines auraient été installées à 19 km de la côte, 5 km plus loin que dans le projet initial, et le nombre de turbines était réduit à 78 turbines au lieu de 194. Mais les députés de la région, presque tous conservateurs comme le gouvernement, ont mené un lobbying intensif contre le projet, de même que les collectivités locales concernées et les associations de protection de l'environnement.